# Lista de pessoas condenadas na Operação Lava Jato
A tabela abaixo identifica pessoas acusadas na Operação Lava Jato que tiveram decisão condenatória em instâncias iniciais do sistema judiciário, não necessariamente com trânsito em julgado, que é quando uma condenação se torna definitiva, após esgotadas todas as possibilidades de recurso. A Constituição Federal, em seu Art. 5º, LVII, estipula que "ninguém será considerado culpado até o trânsito em julgado de sentença penal condenatória", o que significa que condenações prévias ao trânsito em julgado não caracterizam culpa do réu, uma vez que a Justiça ainda poderá se decidir pela anulação, absolvição ou confirmação das sentenças das instâncias inferiores. É necessário considerar, portanto, que muitos dos nomes constantes da tabela abaixo tiveram suas sentenças iniciais anuladas e não podem ser consideradas culpadas, depois que o Supremo Tribunal Federal decidiu pela suspeição do juiz federal Sérgio Moro e anulou provas coletadas.      
Para ver a lista de todos os que ainda não foram julgados, ou que foram julgados e absolvidos, veja a lista de pessoas envolvidas na Operação Lava Jato.
| Nome                                         | Cargo                                                       | Entidade                        | Resultado                                           | Acusação | Tamanho da pena | Status                               |    |
| -------------------------------------------- | ----------------------------------------------------------- | ------------------------------- | --------------------------------------------------- | --- | --- | ------------------------------------ | -- |
| Adir Assad                                   | Doleiro                                                     |                                 | Condenação                                          | Lavagem de dinheiro e associação criminosa | 10 anos e 10 meses | Preso                                | 1  |
| Alberto Youssef                              | Doleiro, sócio-proprietário                                 | GFD Investimentos               | Condenado                                           | Lavagem de dinheiro; prisão suspensa em razão de ultrapassar 32 anos, com outras condenações, e multa de R$ 763 mil                                                                                        | 9 anos e 2 meses | Solto                                | 2  |
| Alberto Youssef                              | Doleiro, sócio-proprietário                                 | GFD Investimentos               | Réu na Justiça Federal                              | A julgar acusações de organização criminosa, formação de cartel, frustração à licitação, corrupção ativa e passiva, evasão fraudulenta de divisas, uso de documento falso e sonegação de tributos federais | — | A julgar                             | 3  |
| André Catão de Miranda                       | Operador de câmbio e pagamentos                             | GFD Investimentos               | Condenado                                           | Lavagem de dinheiro, regime semiaberto | 4 anos | Preso                                | 4  |
| Aldemir Bendine                              | Presidente da Petrobras                                     | Petrobras                       | Condenado                                           | corrupção passiva | 6 anos e 8 meses | inicialmente em regime fechado       | 5  |
| André Vargas                                 | Ex-deputado federal                                         | Sem partido-PR                  | Condenado                                           | Corrupção passiva e lavagem de dinheiro; multa de 3 salários mínimos por 280 dias (mais de R$ 660 mil) | 14 anos e 4 meses | Livramento condicional em 19/10/2018 | 6  |
| Augusto Ribeiro de Mendonça Neto             | Executivo                                                   | Toyo Setal                      | Condenado                                           | Corrupção ativa, lavagem de dinheiro e associação criminosa | 16 anos e 8 meses | Preso                                | 7  |
| Beto Richa                                   | Governador do Paraná                                        | PSDB-PR                         | Condenado duas vezes                                | Programa do governo estadual que faz a manutenção das estradas rurais. e influenciar depoimentos de testemunhas na Lava Jato                                                                               | | Solto por Gilmar Mendes              | 8  |
| Bruno Gonçalves da Luz                       | Operador                                                    | PMDB                            | Condenado                                           | Lavagem de dinheiro | 6 anos e 8 meses em regime inicial fechado | Preso                                | 9  |
| Carlos Alberto Pereira da Costa              | Sócio                                                       | CSA Project Finance Consultoria | Condenado                                           | Prestação de serviços à comunidade (substituição de pena) | 2 anos | Preso                                | 10 |
| Carlos Alberto Pereira da Costa              | Representante                                               | GFD Investimentos               | Condenado                                           | Lavagem de dinheiro, substituída por restrição de direitos | 2 anos e 8 meses | Preso                                | 11 |
| Carlos Alberto Pereira da Costa              | Representante                                               | GFD Investimentos               | Réu na Justiça Federal                              | A julgar acusações de organização criminosa, formação de cartel, frustração à licitação, corrupção ativa e passiva, evasão fraudulenta de divisas, uso de documento falso e sonegação de tributos federais | — | 12                                   |    |
| Carlos Habib Chater                          | Proprietário, doleiro                                       | Posto da Torre                  | Condenado                                           | Lavagem de dinheiro, a 4 anos e 9 meses de prisão em regime fechado; e lavagem de dinheiro (outro caso) a 5 anos e 6 meses em regime fechado                                                               | 5 anos e 6 meses | Preso                                | 13 |
| Cleverson Coelho de Oliveira                 | Funcionário                                                 | GFD Investimentos               | Condenado                                           | Evasão de divisas, operação de instituição financeira irregular e pertinência a organização criminosa a 5 anos e 10 dias de prisão                                                                         | 5 anos | Preso                                | 14 |
| Dalton dos Santos Avancini                   | Ex-presidente do Conselho de Administração                  | Camargo Corrêa                  | Condenado                                           | Corrupção, lavagem de dinheiro e pertinência à organização criminosa, a prisão | 15 anos e 10 meses | Preso                                | 15 |
| Dario de Queiroz Galvão                      | Ex-presidente                                               | Galvão Engenharia               | Condenado                                           | Lavagem de dinheiro, associação criminosa | 13 anos e 2 meses | Preso                                | 16 |
| Dario Teixeira Alves Júnior                  | Executivo                                                   | Galvão Engenharia               | Condenado                                           | Lavagem de dinheiro e associação criminosa | 9 anos e 10 meses | Preso                                | 17 |
| Delúbio Soares                               | Ex-tesoureiro                                               | PT-GO                           | Condenado                                           | Lavagem de dinheiro, a prisão em regime fechado | 5 anos | Solto                                | 18 |
| Ediel Viana da Silva                         | Funcionário                                                 | GFD Investimentos               | Condenado                                           | Lavagem de dinheiro e uso de documentos falsos a regime fechado | 3 anos | Preso                                | 19 |
| Eduardo Hermelino Leite                      | Ex-vice-presidente                                          | Camargo Corrêa                  | Condenado                                           | Corrupção ativa, lavagem de dinheiro e pertinência à organização criminosa, a prisão | 15 anos e 10 meses | Preso                                | 20 |
| Eduardo Cunha                                | Ex-deputado federal e ex-presidente da Câmara dos Deputados | PMDB-RJ                         | Condenado                                           | Corrupção passiva e pela solicitação e recebimento de vantagem indevida a reclusão em regime fechado | 15 anos e 4 meses | Prisão domiciliar.                   | 21 |
| Eduardo Musa                                 | Ex-gerente                                                  | Petrobras                       | Condenado                                           | Corrupção passiva e lavagem de dinheiro a 11 anos e 8 meses de prisão, reduzido a 10 anos de reclusão por fechar acordo de delação premiada                                                                | 10 anos | Preso                                | 22 |
| Enivaldo Quadrado                            | dono                                                        | Bônus-Banval                    | Condenado                                           | Lavagem de dinheiro, a prisão em regime fechado | 5 anos | Solto                                | 23 |
| Erton Medeiros Fonseca                       | Executivo                                                   | Galvão Engenharia               | Condenado                                           | Corrupção ativa, lavagem de dinheiro, associação criminosa | 12 anos e 5 meses | Preso                                | 24 |
| Esdra de Arantes Ferreira                    | Sócio                                                       | Labogen                         | Condenado                                           | Lavagem de dinheiro, a prisão e multa de R$ 20 mil | 4 anos e 5 meses | Preso                                | 25 |
| Faiçal Mohamed Nacirdine                     |                                                             | Youssef                         | Condenado                                           | Operar instituição financeira irregular | 1 ano e 6 meses | Preso                                | 26 |
| Fernando Augusto Stremel Andrade             | Funcionário                                                 | Construtora OAS                 | Condenado                                           | Lavagem de dinheiro, a reclusão (pena substituída por prestações de serviços à comunidade e pagamento de multa de 50 salários mínimos)                                                                     | 4 anos | Preso                                | 27 |
| Fernando Augusto Stremel Andrade             | Funcionário                                                 | Construtora OAS                 |                                                     | Absolvido | Absolvição de acusações de corrupção ativa e organização criminosa, por falta de provas | Absolvido                            | 28 |
| Fernando Soares                              | Lobista                                                     | —                               | Condenado                                           | Corrupção passiva e lavagem de dinheiro, a prisão | 16 anos e 1 mês | Preso                                | 29 |
| Fernando Schahin                             | sócio                                                       | Schahin Engenharia              | Condenado                                           | Lavagem de dinheiro | 9 anos e 9 meses em regime inicial semiaberto | Preso                                | 30 |
| Gerson Almada                                | Vice-presidente                                             | Engevix                         | Condenado                                           | Condenação por organização criminosa, corrupção ativa e lavagem de dinheiro por 19 anos de reclusão e multa de R$ 923 mil                                                                                  | 19 anos | Preso                                | 31 |
| Gim Argello                                  | Ex-senador                                                  | PTB-DF                          | Condenado                                           | Corrupção passiva, lavagem de dinheiro e obstrução à investigação de organização criminosa, a prisão | 19 anos | Preso                                | 32 |
| Iara Galdino da Silva                        | Doleira                                                     |                                 | Condenada                                           | Evasão de divisas, operação de instituição financeira irregular, corrupção ativa e pertinência à organização, a prisão                                                                                     | 11 anos e 9 meses | Preso                                | 33 |
| Jayme Alves de Oliveira Filho                | Ex-agente da Polícia Federal                                | Youssef                         | Condenado                                           | Lavagem de dinheiro e pertinência à organização criminosa | 11 anos e 10 meses | Preso                                | 34 |
| Jean Alberto Luscher Castro                  | Executivo                                                   | Galvão Engenharia               | Condenado                                           | Condenação por corrupção ativa, lavagem de dinheiro, associação criminosa a 11 anos e 8 meses | 11 anos e 8 meses | Preso                                | 35 |
| João Cláudio Genu                            | Ex-tesoureiro e assessor do ex-deputado federal José Janene | PP-PA                           | Condenado                                           | 11 crimes de corrupção passiva e associação criminosa | 8 anos e 11 meses | Preso                                | 36 |
| João Ricardo Auler                           | Ex-presidente do Conselho de Administração                  | Camargo Corrêa                  | Condenado                                           | Corrupção e de pertinência à organização criminosa a prisão | 9 anos e 6 meses | Preso                                | 37 |
| João Santana                                 | Publicitário                                                | Polis Propaganda                | Condenado                                           | Condenação por lavagem de dinheiro a 8 anos e 4 meses de reclusão | 8 anos e 4 meses | Solto                                | 38 |
| João Vaccari Neto                            | Ex-tesoureiro                                               | PT-SP                           | Condenado                                           | Condenação por corrupção passiva e lavagem de dinheiro a 15 anos e 4 meses de reclusão | 15 anos e 4 meses | Solto                                | 39 |
| Jorge Antônio da Silva Luz                   | Operador                                                    | PMDB                            | Condenado                                           | Corrupção passiva e lavagem de dinheiro | 12 anos em regime inicial fechado | Preso                                | 40 |
| Jorge Luiz Zelada                            | Ex-diretor da área Internacional                            | Petrobras                       | Denunciado pelo Ministério Público do Rio Condenado | Fraude em licitação | 4 anos | Preso                                | 41 |
| Jorge Luiz Zelada                            | Ex-diretor da área Internacional                            | Petrobras                       | Denunciado pelo MPF Condenado                       | Corrupção e lavagem de dinheiro a regime fechado | 12 anos e 2 meses | Preso                                |    |
| José Aldemário Pinheiro Filho (Leo Pinheiro) | Presidente                                                  | Construtora OAS                 | Condenado                                           | Organização criminosa, corrupção ativa, lavagem de dinheiro | 26 anos, reduzida para 3 anos e meio em regime semiaberto | Preso - regime semiaberto            | 43 |
| José Ricardo Nogueira Berghirolli            | Contato                                                     | Youssef–Construtora OAS         | Condenado                                           | Organização criminosa, lavagem de dinheiro | 11 anos | Preso                                | 44 |
| José Ricardo Nogueira Berghirolli            | Contato                                                     | Youssef–Construtora OAS         | Absolvido                                           | Absolvição de acusação de corrupção ativa, por falta de provas | — | Absolvido                            |    |
| José Carlos Bumlai                           | Pecuarista                                                  |                                 | Condenado                                           | Corrupção passiva e gestão fraudulenta de instituição financeira | 9 anos e 10 meses | Solto                                | 46 |
| José Dirceu                                  | Político                                                    | PT-MG                           | Condenado                                           | Corrupção passiva, recebimento de vantagem indevida e lavagem de dinheiro | 23 anos | Solto                                | 47 |
| Juliana Cordeiro de Moura                    |                                                             | Youssef                         | Condenada                                           | Evasão de divisas e de operação de instituição financeira irregular | 2 anos e 10 dias | Preso                                | 48 |
| Julio Gerin de Almeida Camargo               | Lobista                                                     | Toyo Setal                      | Condenado                                           | Corrupção ativa, lavagem de dinheiro e associação criminosa | 12 anos | Preso                                | 49 |
| Julio Gerin de Almeida Camargo               | Executivo                                                   | Toyo Setal                      | Condenado                                           | Corrupção ativa e lavagem de dinheiro (provável redução para 5 anos em regime aberto devido à delação premiada)                                                                                            | 14 anos | Preso                                | 50 |
| Julio Gerin de Almeida Camargo               | Executivo                                                   | Toyo Setal                      | Denunciado pelo MPF                                 | A avaliar denúncia de corrupção contra o sistema financeiro nacional | — | A avaliar                            |    |
| Leandro Meirelles                            | Sócio                                                       | Labogen                         | Condenado                                           | Condenação por lavagem de dinheiro a 6 anos e 8 meses e multa de R$ 68 mil e por lavagem de dinheiro (noutro caso) a 5 anos e 6 meses e 20 dias e multa de R$ 171 mil                                      | 5 anos e 6 meses | Preso                                | 52 |
| Leon Denis Vargas Ilário                     | Irmão                                                       | André Vargas                    | Condenado                                           | Condenação por lavagem de dinheiro a 11 anos e 4 meses de reclusão e multa de 2 salários mínimos por 160 dias (mais de R$ 252 mil)                                                                         | 11 anos e 4 meses | Preso                                | 53 |
| Luccas Pace Júnior                           | Operador de câmbio                                          | Youssef                         | Condenado                                           | Evasão de divisas, por operar instituição financeira irregular e pertinência a organização criminosa (redução à metade devido à delação premiada)                                                          | 4 anos, 2 meses e 15 dias | Preso                                | 54 |
| Luiz Argôlo                                  | Ex-deputado federal                                         | SD-BA                           | Investigado em inquérito Condenado                  | Corrupção passiva e lavagem de dinheiro | 11 anos e 11 meses | Preso                                | 55 |
| Luis Carlos Moreira da Silva                 | ex-gerente                                                  | Petrobras                       | Condenado                                           | Corrupção passiva e lavagem de dinheiro | 12 anos em regime inicial fechado | Preso                                | 56 |
| Luiz Inácio Lula da Silva                    | Ex-presidente                                               | PT-SP                           | Condenado                                           | Corrupção passiva e lavagem de dinheiro | 8 anos, 10 meses e 20 dias | Processo Anulado                     | 57 |
| Luiz Inácio Lula da Silva                    | Ex-presidente                                               | PT-SP                           | Condenado                                           | Corrupção passiva e lavagem de dinheiro | 17 anos, 1 mês e 10 dias | Processo Anulado                     | 57 |
| Marcelo Odebrecht                            | Presidente                                                  | Construtora Norberto Odebrecht  | Condenado                                           | Corrupção passiva, lavagem de dinheiro e ocultação de patrimônio | 19 anos e 4 meses | Solto                                | 58 |
| Marcio Andrade Bonilho                       | Sócio                                                       | Sanko Sider                     | Condenado                                           | Organização criminosa e lavagem de dinheiro; multa de R$ 741 mil | 11 anos e 6 meses | Preso                                | 59 |
| Marcio Andrade Bonilho                       | Sócio                                                       | Sanko Sider                     | Absolvido                                           | Absolvição de outras acusações | - | Absolvido                            |    |
| Maria Dirce Penasso                          | Mãe de Nelma Kodama                                         | Youssef                         | Condenada                                           | Evasão de divisas e operação de instituição financeira irregular | 2 anos, 1 mês e 10 dias | Preso                                | 61 |
| Mario Frederico Mendonça Góes                | Lobista                                                     | Odebrecht                       | Condenado                                           | Corrupção passiva, lavagem de dinheiro e associação criminosa (reduzida a prisão domiciliar até agosto de 2016 e mais 2 anos de semiaberto devido à delação premiada)                                      | 18 anos e 4 meses | Preso                                | 62 |
| Matheus Coutinho de Sá Oliveira              | Vice-presidente do conselho executivo                       | Construtora OAS                 | Condenado                                           | Condenação por organização criminosa e lavagem de dinheiro a 11 anos de reclusão | 11 anos | Preso                                | 63 |
| Matheus Coutinho de Sá Oliveira              | Vice-presidente do conselho executivo                       | Construtora OAS                 | Absolvido                                           | Absolvição da acusação de corrupção ativa, por falta de provas | — | Absolvido                            |    |
| Milton Schahin                               | sócio                                                       | Schahin Engenharia              | Condenado                                           | Lavagem de dinheiro | Com acordo de delação premiada: 6 meses em regime inicial fechado, depois 6 meses em regima fechado diferenciado, 1 ano em regime semiaberto diferenciado e 2 anos de serviços à comunidade. | Em liberdade                         | 65 |
| Mônica Moura                                 |                                                             |                                 | Condenada                                           | Condenação por lavagem de dinheiro a 8 anos e 4 meses de reclusão | 8 anos e 4 meses | Preso                                | 66 |
| Nelma Kodama                                 | Doleira                                                     |                                 | Condenada                                           | Condenação por evasão de divisas, operação de instituição financeira regular, corrupção ativa e pertinência a organização criminosa a 18 anos de prisão                                                    | 18 anos | Preso                                | 67 |
| Nestor Cerveró                               | Diretor da área internacional                               | Petrobras                       | Condenado                                           | Condenação por lavagem de dinheiro a 5 anos de prisão em regime fechado e multas de mais de R$ 500 mil e ressarcimento de R$ 1,14 milhões                                                                  | 5 anos | Preso                                | 68 |
| Nestor Cerveró                               | Diretor da área internacional                               | Petrobras                       | Denunciado pelo MPF                                 | A avaliar denúncia de corrupção contra o sistema financeiro nacional | — | A avaliar                            | 69 |
| Paulo Roberto Costa                          | Diretor de abastecimento                                    | Petrobras                       | Condenado                                           | Condenação por crime de organização criminosa e lavagem de dinheiro a 7 anos e 6 meses e multa de R$ 408 mil                                                                                               | 7 anos e 6 meses | Preso                                | 70 |
| Paulo Roberto Costa                          | Diretor de abastecimento                                    | Petrobras                       | Réu na Justiça Federal                              | A julgar acusações de formação de cartel, frustração à licitação, corrupção ativa e passiva, evasão fraudulenta de divisas, uso de documento falso e sonegação de tributos federais                        | — | A julgar                             | 71 |
| Pedro Argese Junior                          | Operador do esquema                                         | Youssef                         | Condenado                                           | Condenação por lavagem de dinheiro a 4 anos e 5 meses e multa de R$ 20 mil | 4 anos e 5 meses | Preso                                | 72 |
| Pedro Corrêa                                 | Ex-deputado                                                 | PP-PE                           | Condenado                                           | Condenação por corrupção passiva e lavagem de dinheiro | 20 anos, 7 meses e 10 dias | Preso                                | 73 |
| Raul Henrique Srour                          | Doleiro                                                     |                                 | Condenado                                           | Condenação por lavagem de dinheiro e operação fraudulenta de câmbio a prisão em regime semiaberto e multa de R$ 108,6 milhões                                                                              | 7 anos e 2 meses | Preso                                | 74 |
| Renê Luiz Pereira                            | Núcleo operacional e financeiro                             | Youssef                         | Condenado                                           | Tráfico de drogas, lavagem de dinheiro e evasão de divisas, a regime fechado e multa de R$ 632 574,00 | 14 anos | Preso                                | 75 |
| Rinaldo Gonçalves de Carvalho                | Ex-gerente, ligado a Youssef                                | Banco do Brasil                 | Condenado                                           | Corrupção passiva | 2 anos e 8 meses | Preso                                | 76 |
| Pedro José Barusco Filho                     | Ex-gerente de Serviços                                      | Petrobras                       | Condenado                                           | Corrupção passiva, lavagem de dinheiro e associação criminosa | — | Condenado                            | 77 |
| Renato de Souza Duque                        | Ex-diretor de Serviços                                      | Petrobras                       | Condenado                                           | Corrupção passiva e lavagem de dinheiro | 20 anos e 8 meses | Solto                                | 78 |
| Ricardo Hoffmann                             | Operador ligado a André Vargas                              | Borghi Lowe                     | Condenado                                           | Prisão e multa de 5 salários mínimos por 230 dias (mais de R$ 906 mil) | 12 anos e 10 meses | Preso                                | 79 |
| Sônia Mariza Branco                          | Operadora do esquema                                        |                                 | Condenada                                           | Lavagem de dinheiro e associação criminosa | 9 anos e 10 meses | Solta                                | 80 |

| Sebastião Bergamino || Laranja||  || Condenada|| Lavagem de dinheiro Eafi 80 anos || 9 anos e 10 meses || Solto
|80
|-
|}